# NA-4406
La  NA-4406  es una carretera local perteneciente a la Red de Carreteras de Navarra que se inicia en PK 56,87 de N-121-B y termina en Urrasun. Tiene una longitud de 0,36 kilómetros.